# 新日特季亞 (切梅里夫齊區)
48°55′21″N 26°20′10″E / 48.92250°N 26.33611°E
新日特季亞（烏克蘭語：Нове Життя），是烏克蘭西部的村莊，隸屬赫梅利尼茨基州的卡緬涅茨-波多利斯基區。該村面積0.28平方公里，海拔高度256米，2001年人口89。